# Список керівників держав 810 року

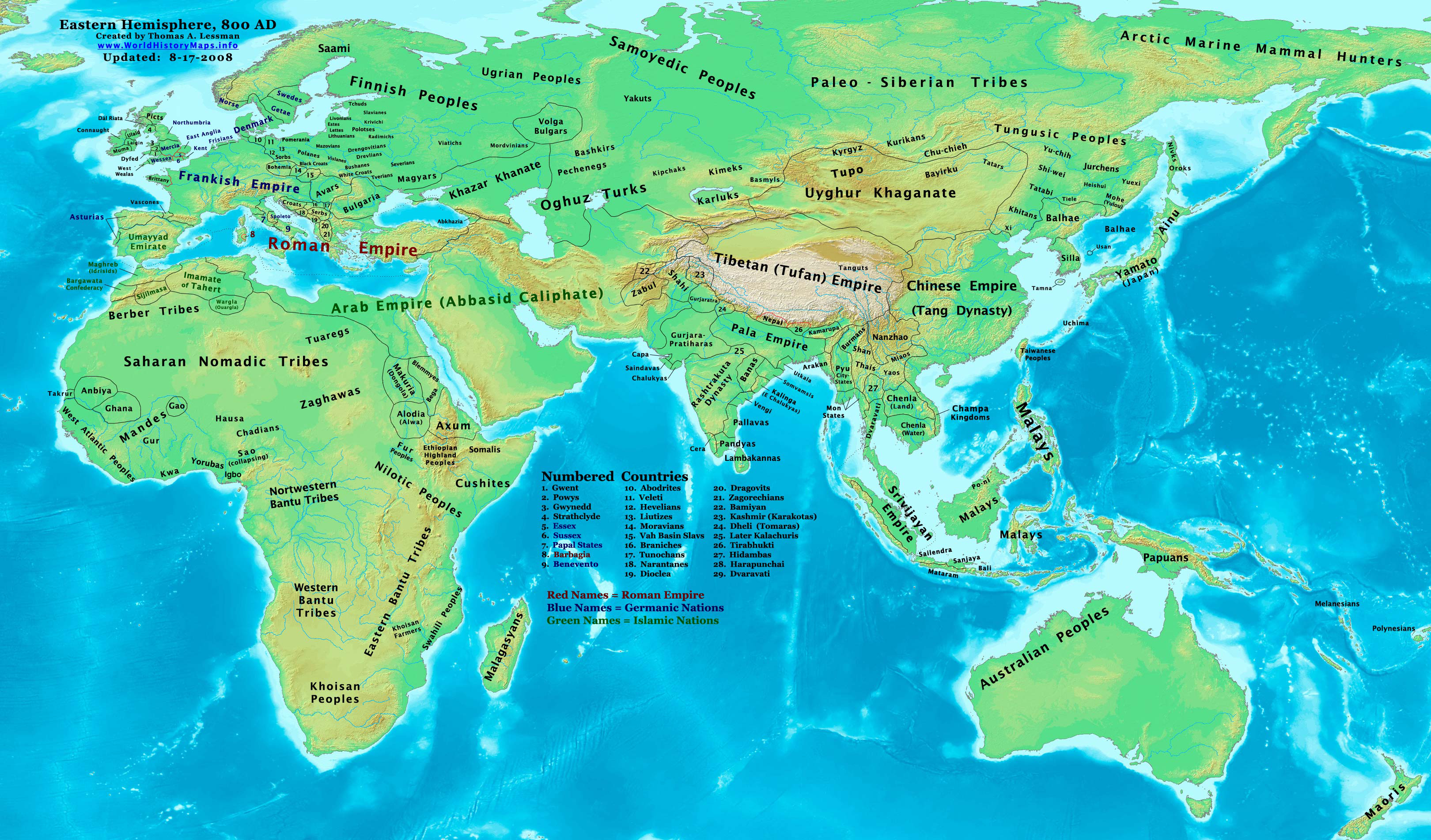

Список керівників держав 810 року — це перелік правителів країн світу 810 року
Список керівників держав 809 року — 810 рік — Список керівників держав 811 року — Список керівників держав за роками

## Європа

### Британські острови
- Шотландія:
  - Дал Ріада — Коналл мак Ейдан (807–811)
  - Пікти — Костянтин, король (789–820)
  - Стратклайд (Альт Клуїт) — Кінан ап Рідерх, король (798–816)
- Вессекс — Егберт I, король (802–839)
- Думнонія — Гернам ап Освальд, король (790–810)
- Ессекс — Сигеред, король (798–812)
- Кент — Кенвульф, король (807–821)
- Мерсія — Кенвульф, король (796–821)
- Нортумбрія — Ердвульф, король (796–806, 808?— 810); Енред, король (810-840/841)
- Східна Англія — під владою Мерсії (798–827)
- Уельс:
  - Бріхейніог — Теудр ап Гріфід, король (805–840)
  - Гвент — Атруіс III ап Фарнвайл, король (775–810)
  - Королівство Повіс — Кінген ап Каделл, король (808–855)
  - Гвінед — Кінан ап Родрі, король (798–816)

### Північна Європа
- Швеція — Бйорн Залізний Бік
- Данія — Ґодфред, конунг (798/800—810); Хеммінг, конунг (810—812)
- Ірландія — верховний король Аед Оірдніде мак Нейлл (797–819)
- Норвегія:
  - Вестфольд — Гудрод I, конунг (800-810)

### Франкське королівство—Карл I Великий, король (768–814)
- Аквітанія — Людовик I Благочестивий, король (781–814)
  - Тулуза — Бего, граф (806–816)
  - Герцогство Васконія — Санш (Санчо) I Луп, герцог (800-812)
  - Каркассон — Белло, граф (790–810)
  - Конфлан і Разес — Бера, граф (790–812)
- Баварія — Аудульф, префект (799–818)
- Графство Овернь — Іктерій, граф (778–818)
- Графство Париж — Етьєн, граф (778–811)
- Септиманія — Бего, граф (806–816), маркіз Септиманії
- Іспанська Марка — Людовик I Благочестивий

### Німеччина
- Графство Ааргау — Ульрих I, граф (780–810)
- Єпископство Вормс — Бернхар I, єпископ (793–826)
- Архієпископство Майнц — Рихульф I, архієпископ (787–813)
- Єпископство Пассау — Хатто I, єпископ (806–817)
- Єпископство Регенсбург — Адальвін I, єпископ (792–816)
- Сакси — Вігебарт I, вождь (807–825)
- Єпископство Трір — Амальхар I, єпископ (809-814)
- Єпископство Фульда — Радгар I, єпископ (802-817)

### ЦентральнатаСхідна Європа
- Перше Болгарське царство — Крум, хан (802–814)
- Литва (Лютичі) — Драгувіт (Дражко), князь (780–810)
- Сербія — Вишеслав, князь (768–814)
- Словенія (Карантанія) — у 788–820 стала васальним князівством Франкської держави
- Паннонська Хорватія — Войномир, герцог (791–810); Людевит Посавський, князь (810-822)
- Приморська Хорватія — Борна, князь (бл. 810–821)
- Хозарський каганат — Єзекія, бек-мелех (809—810/815); Манасія I, бек-мелех (810/815—825)

### Іспанія
- Кордовський емірат — Аль-Хакам I, емір (796—822)
- Астурія — Альфонсо II Цнотливий, король (791–842)

### Італія—король Піпін(Pepin) (781–810)
- Венеціанська республіка — Анджело Партичипаціо, дож (809–827)
- Князівство Беневентське — Грімоальд IV, князь (806–817)
- Герцогство Сполетське — Вінігіз, герцог (788–822)
- Герцогство Фріульське — Айо, герцог (805–817)
- Неаполітанський дукат — Антим, дука (801— бл.818)
- Папська держава — Лев III, папа римський (795–816)

### Візантійська імперія
Візантійська імперія — Никифор I, імператор (802–811)

## Азія

### Західна Азія
- Аббасидський халіфат — Мухаммад аль-Амін, халіф (809–813)
- Кавказ:
  - Абхазьке царство — Леон II, цар (778–828)
  - Васпуракан — Арцруніди під владою халіфату
  - Вірменський емірат — Ашот IV Мсакер (790–826). ішхан; остікан Хуліма (798–818)
  - Кавказька Албанія — Міхраніди під владою халіфату
  - Тао-Кларджеті  — Ашот I Куропалат (809–826)
  - Кахетія — Грігол, князь (786–827)
  - Сюні — Васак Сюнін, ахарар (780–810)

### Центральна Азія
- Персія:
  - Табаристан — Шахріяр I, іспахбад (797–825)
- Середня Азія:
  - Хорезм (династія Афрігідів) — Туркасабас, шах (780–820)
  - Уйгурський каганат — Бо-і-хан (Лі Сяочен), каган (808–821)

### Південна Азія
- Індія:
  - Малава — Упендра, англ. Upendra (800–818), династія Парамара
  - Венгі— Східні Чалук'я — Віджаядітья II, махараджа (Нарендра Мригараджа) (808–847)
  - Гуджара-Пратіхари — Нагабхата II, махараджахіраджа (800–833)
  - Західні Ганги — Шривамара II, махараджа (788–816)
  - Імперія Пала — Дгармапала, махараджа (780–810)
  - Династія Паллавів — Данті-варман, махараджахіраджа (775–825)
  - Держава Пандья — Варагуна I (Джатила Парантака), раджа (800–815)
  - Раштракути — Говінда III, махараджахіраджа (793–814)
  - Держава Чера — Стханураві Гупта, раджа (бл.800-820)
- Острів Шрі-Ланка:
  - Сингаладвіпа — Аггабодхі VIII, раджа (Меді Акбо) (804–815)

### Південно-Східна Азія
- Кхмерська імперія — Джаяварман II, раджа (802–850)
- Бан Пха Лао — Лао Сао, раджа(804–843)
- Двараваті — раджа
- Мианг Сва — Кнун Кан Ханг, раджа (бл. 800–820)
- Наньчжао — Ю-хуанді, ван (809–816)
- Паган — Сокхінхні (Сохкінхніт), король (802–829)
- Чампа — Харіварман I, князь (бл. 803–817)
- Ченла — король
- Індонезія:
  - Матарам — Самарагравіра, шрі-махараджа (бл. 800 — бл. 819)
  - Імперія Шривіджая — Самаратунгга, махараджа (792–835)
  - Сунда

### Східна Азія
- Японія — Саґа, імператор (809–823)
- Китай, Династія Тан — Сянь-цзун, імператор (805–820)
- Бохай — Да Юаньюй (Дін-ван), ван (808–812)
- Тибет — Тідесронцан, англ. Sadnalegs, цемпо (800–815)
- Корея:
  - Сілла — Хондок, ван (809–826)

## Африка
- Аксум — Дан'ель, негус (бл. 790–825)
- Аудагаст — Тілутан, емір
- Імперія Гао — дья Айам Занка (бл. 800–830)
- Іфрикія — Ібрагім I ібн аль-Аглаб, емір (800–812)
- Ідрісиди Марокко — Ідріс II ібн Ідріс аль-Сахір, халіф (803–828)
- Некор — Саліх II ібн Саїд, емір (803–864)
- Нефуса — Халаф, імам
- Рустаміди (Ібадити) — Абд аль-Ваххаб ібн Абд ар-Рахман, імам (787–823)

## Америка
- Цивілізація Майя:
  - Копан — Яш Пасай Кан Йопаат, цар (763–810)
  - Куаутітлан  — цар
  - Кулуакан — Ноноуалькатль I, цар (767–845)
  - Паленке (Лакам-Ха) — Вак Чам К'ініч Ханааб Пакаль III, цар
  - Тікаль — Юкном Чен I (790?-810?), цар
- Тольтеки — цар